# Cipriano Piccolpasso
Cipriano Piccolpasso (Casteldurante, 1524 – Casteldurante, 21 novembre 1579) è stato un architetto, storico, ceramista, e pittore di maioliche italiano, ricordato soprattutto come trattatista.

## Biografia
Appartenente a una famiglia dell'aristocrazia bolognese che si era stabilita a Casteldurante (attualmente Urbania), centro importante per la produzione della ceramica, ricevette una buona educazione umanistica e scientifica. Dopo l'iniziale attività di architetto di fortificazioni militari nell'Italia centrale (Ancona, Fano, Perugia e Spoleto) ritornò a Casteldurante dove fondò una rinomata fabbrica di maioliche. Il suo trattato in tre libri sull'arte della ceramica, pubblicato a stampa per la prima volta a Roma nel 1857- 58, è fonte di straordinaria importanza sulla storia della ceramica d'arte e sulle tecniche adoperate in Italia in età rinascimentale. Anche la sua precedente esperienza nel campo dell'ingegneria militare è stata esposta in un trattato riguardante le fortezze e le piante dell'Umbria.

## Opere
- Cipriano Piccolpasso, I tre libri dell'arte del vasajo : nei quali si tratta non solo la pratica, ma brevemente tutti i secreti di essa cosa che persino al di d'oggi e stata sempre tenuta nascosta,del cav. Cipriano Piccolpassi Durantino, Roma, dallo Stabilimento tipografico, 1857.
- Cipriano Piccolpasso, Le piante et i ritratti delle città e terre dell'Umbria sottoposte al governo di Perugia, a cura di Giovanni Cecchini, Spoleto, Panetto e Petrelli, 1963.